# Gyrodactylus cranei
Gyrodactylus cranei är en plattmaskart. Gyrodactylus cranei ingår i släktet Gyrodactylus och familjen Gyrodactylidae. Inga underarter finns listade i Catalogue of Life.